# 九龍巴士70線
九龍巴士70線是香港的一條已取消巴士路線，來往上水和佐敦匯翔道，途經粉嶺、大埔、沙田等地區，在2000年代，本線的行車時間與63X並列全港之冠，由於本線客量極低，因此經常被九巴計劃取消本線，最終九巴決定於2008年12月7日起取消本路線。服務由九巴81（往返沙田）、271（往返大埔）、270A（往返北區）取代。

## 歷史
- 1968年1月27日：為配合當時獅子山隧道通車，九巴開設本線的前身19號線，來往佐敦道碼頭至上水。當時車費為全程$1.1，每20分鐘一班。這條是首批行走獅子山隧道的路線，並設有28個雙向及一個單向分段，首班車5時50分由佐敦道開出[2]。
- 1972年3月26日：增設假日佐敦道碼頭及沙田之間的短途特別班次。
- 1973年7月16日：九巴大幅重組路線編號，將19號線更名為70號線。同日並取消所有分段收費。本線是首批採用「一人模式」運作（只有一位司機操作巴士）的新界巴士路線之一。
- 1974年：本線往上水方向繞經橫頭磡。
- 1980年1月13日：本線改經窩打老道進入獅子山隧道，不再繞經橫頭磡。
- 1980年12月1日：一輛行走本路線的利蘭勝利二型雙層巴士（G217／CH2048）在彌敦道右轉入窩打老道時全車翻側，造成1死55傷。
- 1982年2月15日：往佐敦方向繞經聯和墟，同時加設大埔往上水之分段收費。
- 1982年11月24日：改經乙明邨一段的大涌橋路。
- 1984年9月30日：繞經祥華邨。
- 1990年2月17日：繞經太和巴士總站。
- 1992年10月1日：繞經運頭塘邨。
- 1995年11月20日：上水總站搬遷至目前位置，即上水廣場底下。
- 1997年1月13日：因270A線投入服務，為善用270A收車的空調巴士提供空調服務，成為第一條途經大埔公路（沙田馬場至廣福段）提供空調巴士服務的全日路線。但空調巴士班次極為疏落（本線在一般情況下只有一輛空調巴士行走，每個方向平均每3小時才有一班空調巴士）。
- 1998年2月17日：繞經聯和墟榮輝中心。
- 2003年2月23日：因佐敦道碼頭總站關閉而遷往匯翔道總站。
- 2008年12月7日：上水至佐敦尾班車在凌晨0:45開出，由3輛巴士（車牌為FA9288、FB9469及加開的HS9068）行走，巴士於凌晨2:15抵達佐敦；而佐敦於凌晨0:35開出的尾班車（車牌為FY2726及GK3088），分別於凌晨02:00及02:07抵達上水[3]。在現場數百名巴士迷的一片歡呼聲下，結束長達40年的服務[4]。

## 客流及客量
1970年代至80年代初期，新界東只有沙田區剛開發成新市鎮，當時大埔及粉嶺上水等地還是相當荒蕪的，所以整體人口變動不大，而當年九廣鐵路（現時港鐵東鐵綫路段）尚未電氣化及仍為單線鐵路，其班次則非常疏落。新界東居民如要往來九龍市區，本線是必須的途徑（當年本線是北區唯一直達九龍市區的巴士路線）。不少當年還是中大學生的知名人士仍然記憶猶新。本路線客量開始穩步上揚，因此九巴相當重視本線，AEC Regent 五型巴士及首批利蘭勝利二型曾大量於本線服役。
九廣鐵路電氣化及可謂標誌著本線由盛轉衰的分水嶺。1982年至1983年期間，九廣鐵路分三個階段全線電氣化及成為雙軌鐵路，往來新界東至九龍市區的交通時間大大縮短，因此九巴另開來往彩園邨和沙田火車站的69K線（已於九鐵全線電氣化後永久停駛），本線客量開始流失；再加上1985年吐露港公路通車，九巴開辦2條來往大埔至九龍市區的特快線（即72X、74X），本線作為北區主幹線的重要地位便遭削弱，客量進一步下挫。
270A線在1997年開辦（初時只在每日早上繁忙時間行駛），九巴為善用270A線服務時間以外的空調巴士，本線開始提供空調服務，成為首條途經大埔公路（馬場至廣福段）而又提供空調巴士服務的全日路線。2000年夏季270A線加強至每天全日服務，班次亦不斷加密，加上遇到駛經大埔公路的紅色小巴的競爭，本線客量進一步下跌，即使繁忙時間也不會滿座。在本線取消前乘搭本線的乘客多數是在大窩西支路及大埔公路的零星村屋居民（以長者為主）。
直至2000年初，本路線更成為九巴4條虧蝕最嚴重的巴士路線之一（巴士路線是51、53、63X（改道前）、70）每年虧蝕達港幣200萬元，金額更是年年上升，2008年虧蝕更達800萬元，加上九巴希望騰出資源去經營270A令九巴對本路線採取放棄態度。在北區、沙田區、油尖旺區等多個地區的路線發展計劃中，多年來一直提議取消本線，但在大埔、北區及沙田區議員的維護下才得以保留。
2008年，一直拒絕批准更改本線營運模式的運輸署及採取放棄態度的九巴原本決定在10月1日永久停駛本線，但公佈消息後不久就被該署叫停。同年11月24日，九巴及運輸署於大埔、北區及沙田區區議會交通咨詢委員會的反對聲音下，在網站發表新聞稿，表示將會以「行政手段」，於12月7日起強行停駛本線，由新線271P及12組八達通轉乘優惠、7組即日來回優惠取代，本路線同時開創了取消路線前不須經區議會諮詢及同意的先河。
在本線最後一個營運日，除了不少巴士迷外，更有一般市民（非巴士迷）專程乘搭本線及拍照留念，因此當天晚上，本線來回方向（尤其是接近尾班車時段）也出現非常難得的滿座情況，部份班次更因為乘搭人數過多，需要更換巴士錢箱內膽。不過在本線於上水開出尾班車之前，曾經一度發生混亂。

## 服務時間及班次
| 上水開 | 上水開      | 上水開       | 佐敦（匯翔道）開 | 佐敦（匯翔道）開 | 佐敦（匯翔道）開 |
| 日期   | 服務時間    | 班次（分鐘） | 日期             | 服務時間         | 班次（分鐘）     |
| ------ | ----------- | ------------ | ---------------- | ---------------- | ---------------- |
| 每日   | 05:40-07:08 | 22           | 每日             | 05:40-07:52      | 22               |
| 每日   | 07:08-08:08 | 20           | 每日             | 07:52-09:50      | 23／24           |
| 每日   | 08:08-08:30 | 22           | 每日             | 09:50-13:00      | 25／30           |
| 每日   | 08:30-13:00 | 25-30        | 每日             | 13:23            | 13:23            |
| 每日   | 13:00-16:40 | 22           | 每日             | 13:45-17:25      | 22               |
| 每日   | 16:40-00:45 | 25-30        | 每日             | 17:25-00:35      | 25／30           |

## 使用車輛
2008年底，行走該線的巴士共有11輛，包括5輛利蘭奧林比安（S3BL），5輛丹尼士巨龍（S3N），1輛富豪奧林比安（S3V）及1輛丹尼士巨龍空調巴士（ADS），現時全部車輛均已退役。
| 車牌   | 車隊编號 | 車輛屬廠   | 取消後被調往之路線                               |
| ------ | -------- | ---------- | ------------------------------------------------ |
| FY2679 | S3N299   | 上水車廠   | 71A線，2011年退役                                |
| FY2726 | S3N300   | 上水車廠   | 71A線，2011年退役                                |
| FY3401 | S3N302   | 上水車廠   | 74A線，2011年退役                                |
| FZ7591 | S3N336   | 上水車廠   | 71A線，2011年退役                                |
| GK3088 | S3V6     | 上水車廠   | 73線，2011年退役                                 |
| EV4763 | S3N265   | 上水車廠   | 2008年12月時已經退役，其字軌一直懸空直至本線取消 |
| FA9288 | S3BL410  | 荔枝角車廠 | 備用，2009年退役                                 |
| FB5764 | S3BL414  | 荔枝角車廠 | 備用，2009年退役                                 |
| FB8568 | S3BL415  | 荔枝角車廠 | 備用，2009年退役                                 |
| FB8955 | S3BL419  | 荔枝角車廠 | 備用，2009年退役                                 |
| FW614  | S3BL464  | 荔枝角車廠 | 6號線，2011年退役                                |
| JD3959 | ADS233   | 上水車廠   | 284線，2017年退役                                |

最後一天服務當日派車
於2008年12月6日此路線最後服務日，九巴派出以下車輛行走此路線：
| 車牌   | 車隊编號 | 車輛屬廠   | 備註                                         |
| ------ | -------- | ---------- | -------------------------------------------- |
| HA9735 | ADS169   | 上水車廠   | 當天特見之一                                 |
| HS9068 | 3AD153   | 上水車廠   | 拉伕 於上水開出（00:45）的尾班車之一         |
| FY2679 | S3N299   | 上水車廠   | 於佐敦（匯翔道）開出（00:35）的尾班車之一    |
| GK8945 | S3V12    | 上水車廠   | 當天特見之一                                 |
| FZ7591 | S3N336   | 上水車廠   | N/A                                          |
| Gk3088 | S3V6     | 上水車廠   | 於佐敦（匯翔道）開出（00:35）的尾班車之一    |
| FB8568 | S3BL415  | 荔枝角車廠 | N/A                                          |
| FB8955 | S3BL419  | 荔枝角車廠 | N/A                                          |
| FB9469 | S3BL420  | 荔枝角車廠 | 當天特見之一 於上水開出（00:45）的尾班車之一 |
| FA9288 | S3BL410  | 荔枝角車廠 | 於上水開出（00:45）的尾班車之一              |
| FB5764 | S3BL414  | 荔枝角車廠 | N/A                                          |

## 行車路線
該線為北區歷史悠久路線之一，當時為服務多個地區乘客，且粉嶺公路及吐露港公路均未落成，其路線因而比較迂迴。該線主要途經粉嶺、大窩西支路、大埔、大埔公路、沙田、獅子山隧道、九龍塘、油麻地，並設有多個分段收費。